# Aidan (święty)
Aidan, Aedhán (zm. 31 sierpnia 651) – mnich i biskup iroszkocki, założyciel klasztoru na wyspie Lindisfarne w 636, organizator akcji misyjnej, która doprowadziła do restytucji chrześcijaństwa w Northumbrii. W Kościele katolickim i anglikańskim uznany za świętego. Część Kościołów protestanckich uznaje go za bohatera wiary. Kościół luterański i anglikański zaliczają go do odnowicieli Kościoła. W prawosławiu Aidan zaliczany jest do świętych biskupów, tytułuje się go ponadto cudotwórcą i Apostołem Northumbrii.
W roku 635 władca świeżo zjednoczonej Nothumbrii, Oswald, zwrócił się do mnichów z klasztoru na Ionie z prośbą o przysłanie misjonarzy. Pierwsza misja kierowana przez nieznanego z imienia mnicha zakończyła się fiaskiem. Wtedy, w roku 636, do Northumbrii wysłano Aidana. Otrzymał on od króla Oswalda położoną u wybrzeży Bernicji, w pobliżu siedziby królewskiej w Bamburgh wysepkę Lindisfarne, na której zbudował klasztor, który na kilka dziesięcioleci stał się ośrodkiem misyjnym i kościelno-administracyjnym północnej Anglii. Po śmierci Oswalda, dzieło misyjne Aidana wspierał król Oswin, władca Deiry. Jego uczniami byli biskupi Cedd i Eat, a także ksieni Hilda.
Wspomnienie jego życia w kalendarzach liturgicznych Kościołów luterańskich przypada na 9 czerwca (wraz z Kolumbą i Bedą Czcigodnym). Wspomnienie liturgiczne w Kościele katolickim obchodzone jest 31 sierpnia, zaś w prawosławiu – 31 sierpnia/13 września.
W ikonografii przedstawiany jest w stroju mnicha lub biskupim. Jego atrybuty to jeleń (czasami na herbowej tarczy), który ranny i osaczony przez myśliwych skrył się w samotni a Aidan modlitwą sprawił, że jeleń stał się niewidzialny dla myśliwych. Księga i płonąca pochodnia symbolizują prace misyjne i głoszenie słowa bożego. Ubodzy lub leżący u stóp świętego żebrak nawiązuje do troski jaką święty otaczał potrzebujących.